# Clux
Clux foi uma comuna francesa na região administrativa de Borgonha-Franco-Condado, no departamento Saône-et-Loire. Estendia-se por uma área de 8,36 km². Em 2010 a comuna tinha 110 habitantes (densidade: 13,2 hab./km²).
Em 1 de janeiro de 2015, passou a formar parte da nova comuna de Clux-Villeneuve.